# نویسا
نویسا یا تحریر کلمات سریان یافته از ماوراء، توسط ارواح به دست مدیوم یک اصطلاح فراروان‌شناسی است. یک توانایی روانی ادعایی است که به فرد امکان می‌دهد کلماتی را بدون آگاهی تولید و در صفحه کاغذ بنویسد. مدیوم ها با در دست گرفتن ابزار نوشتاری و اجازه دادن به ارواح ادعایی برای مداخله در دست، حالت نویسا را انجام می‌دهند. ابزار مورد استفاده ممکن است یک خودکار و ابزار نوشتاری استاندارد باشد، یا ممکن است که مخصوص این حالت طراحی و ساخته شده باشد، مانند تخته پلانچت یا تخته ویجا.

## رویکرد
ویلیام فلچر برت که یک فراروانشناس است نوشته: "پیام‌های خودکار ممکن است بوسیله یک مدیومِ که بصورت منفعلانه یک مداد را روی یک برگ کاغذ در دست گرفته، یا بوسیله پلانچت، یا توسط تخته ویجا انتقال یابد. ادعا می‌شود که ارواح کنترل دست یک مدیوم را برای نوشتن پیام‌ها، نامه‌ها و حتی کل کتاب‌ها به دست می‌گیرند. نوشتن خودکار می‌تواند در حالت خلسه یا بیداری اتفاق بیفتد. برخی از محققان روان‌شناسی مانند تامسون جی هادسون ادعا کرده‌اند که هیچ روحی در حالت نویسا دخالت ندارد و زائیده ضمیر ناخودآگاه شخص مدیوم است.

## گالری

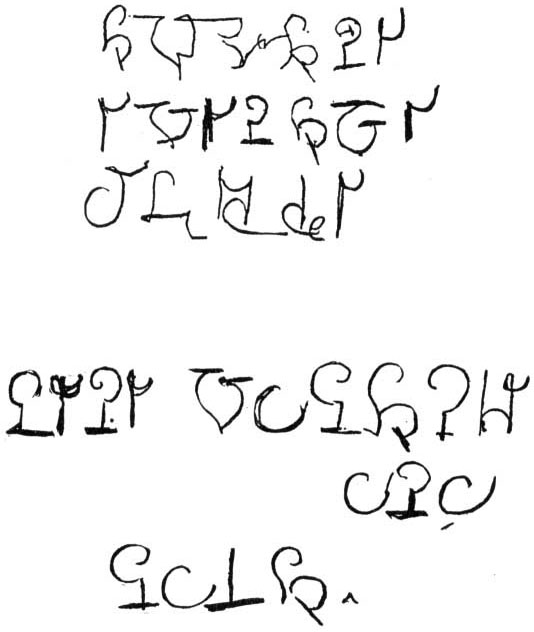
نویسا توسط هلنا اسمیت
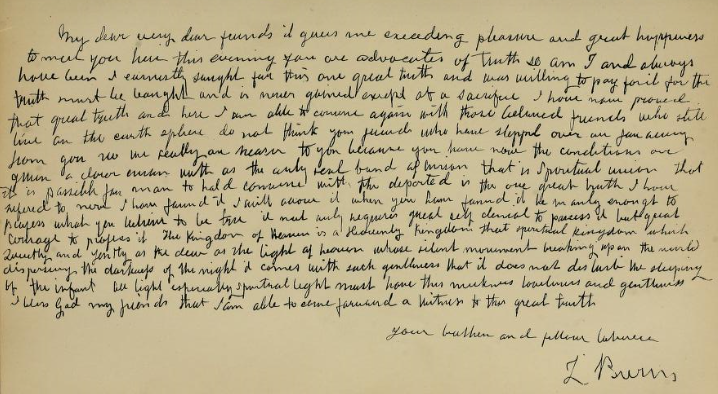
نویسا توسط توماس اِوریت